# Waltham (Vermont)
Waltham és una població dels Estats Units a l'estat de Vermont. Segons el cens del 2000 tenia 479 habitants.

## Demografia
Segons el cens del 2000, Waltham tenia 479 habitants, 178 habitatges, i 134 famílies. La densitat de població era de 21,2 habitants per km².
Dels 178 habitatges en un 37,6% hi vivien nens de menys de 18 anys, en un 66,3% hi vivien parelles casades, en un 6,2% dones solteres, i en un 24,7% no eren unitats familiars. En el 20,2% dels habitatges hi vivien persones soles el 5,6% de les quals corresponia a persones de 65 anys o més que vivien soles. El nombre mitjà de persones vivint en cada habitatge era de 2,69 i el nombre mitjà de persones que vivien en cada família era de 3,1.
Per edats la població es repartia de la següent manera: un 28,8% tenia menys de 18 anys, un 4,8% entre 18 i 24, un 27,1% entre 25 i 44, un 29,6% de 45 a 60 i un 9,6% 65 anys o més.
L'edat mediana era de 39 anys. Per cada 100 dones de 18 o més anys hi havia 109,2 homes.
La renda mediana per habitatge era de 46.389 $ i la renda mediana per família de 47.813 $. Els homes tenien una renda mediana de 35.375 $ mentre que les dones 24.444 $. La renda per capita de la població era de 21.567 $. Entorn del 3,9% de les famílies i el 4,2% de la població estaven per davall del llindar de pobresa.